# Tratado de São Petersburgo (1881)

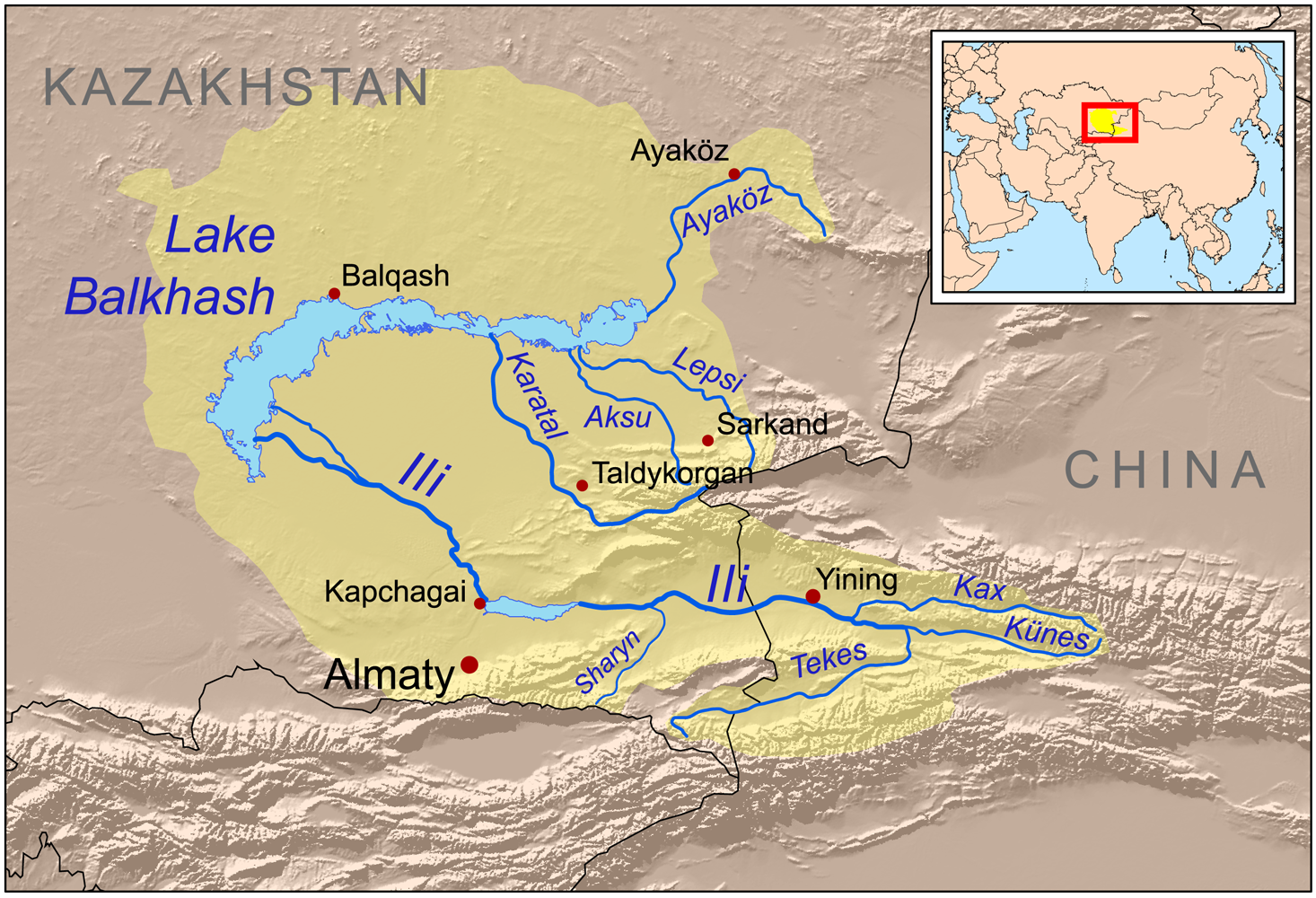
A foz do Rio Ili está situada no Lago Balcache

O Tratado de São Petersburgo de 1881, também conhecido como Tratado do Ili de 1881, foi um tratado pelo qual o Império Russo devolveu à China o controle da região do Vale do Rio Ili.

## História
Em 1871, na época da Revolta Dungan, a Dinastia Qing tinha perdido o controle de grande parte de Xinjiang para rebeldes muçulmanos, incluindo o Vale do Rio Ili no noroeste de Xingiang, na fronteira com o Império Russo.
Nesse contexto, em julho de 1871, o Império Russo decidiu ocupar parte do Vale do Rio Ili, para defender seus interesses no local, mas se comprometeu a se retirar do território quando a Dinastia Qing voltasse a ter condições de exercer sua soberania no Vale.
Em 1877, a Dinastia Qing já havia derrotado a Revolta Dungan em Xinjiang, no entanto o Império Russo manteve a ocupação do Vale do Rio Ili.
Em 1879, a Dinastia Qing enviou uma delegação, liderada por Chonghou, a São Petersburgo para pedir à devolução dos territórios ocupados pelo Império Russo. No entanto, o chefe da missão não tinha conhecimento da geografia da região, e, em outubro, assinou o Tratado de Livádia, que permitiu que quase três quartos do Vale do Rio Ili permanecesse sob controle do Império Russo. Além disso, os russos receberam o direito de estabelecer sete consulados em território chinês e o direito a uma indenização de 5 milhões de rublos.
Ao tomar conhecimento do tratado, a Dinastia Qing prendeu Chonghou e o condenou à decapitação, mas sua vida foi poupada devida à intervenção de um grupo de diplomatas ocidentais. Zuo Zongtang, que havia derrotado a Revolta Dungan, preparou suas tropas para retomar o Vale do Rio Ili do Império Russo, enquanto uma frota do Império Russo fazia demonstrações nas proximidades da costa chinesa.
Uma segunda missão foi enviada à São Petersburgo para negociar, e essa nova negociação deu causa, em fevereiro de 1881 ao Tratado de São Petersburgo de 1881, por meio do qual, quase todo o Vale do Rio Ili foi devolvido à China, e o número de consulados concedidos ao Império Russo foi reduzido para dois, por outro lado a indenização foi elevada para 9 milhões de rublos.